# Frankrikes nationalmuseum för förhistorisk tid

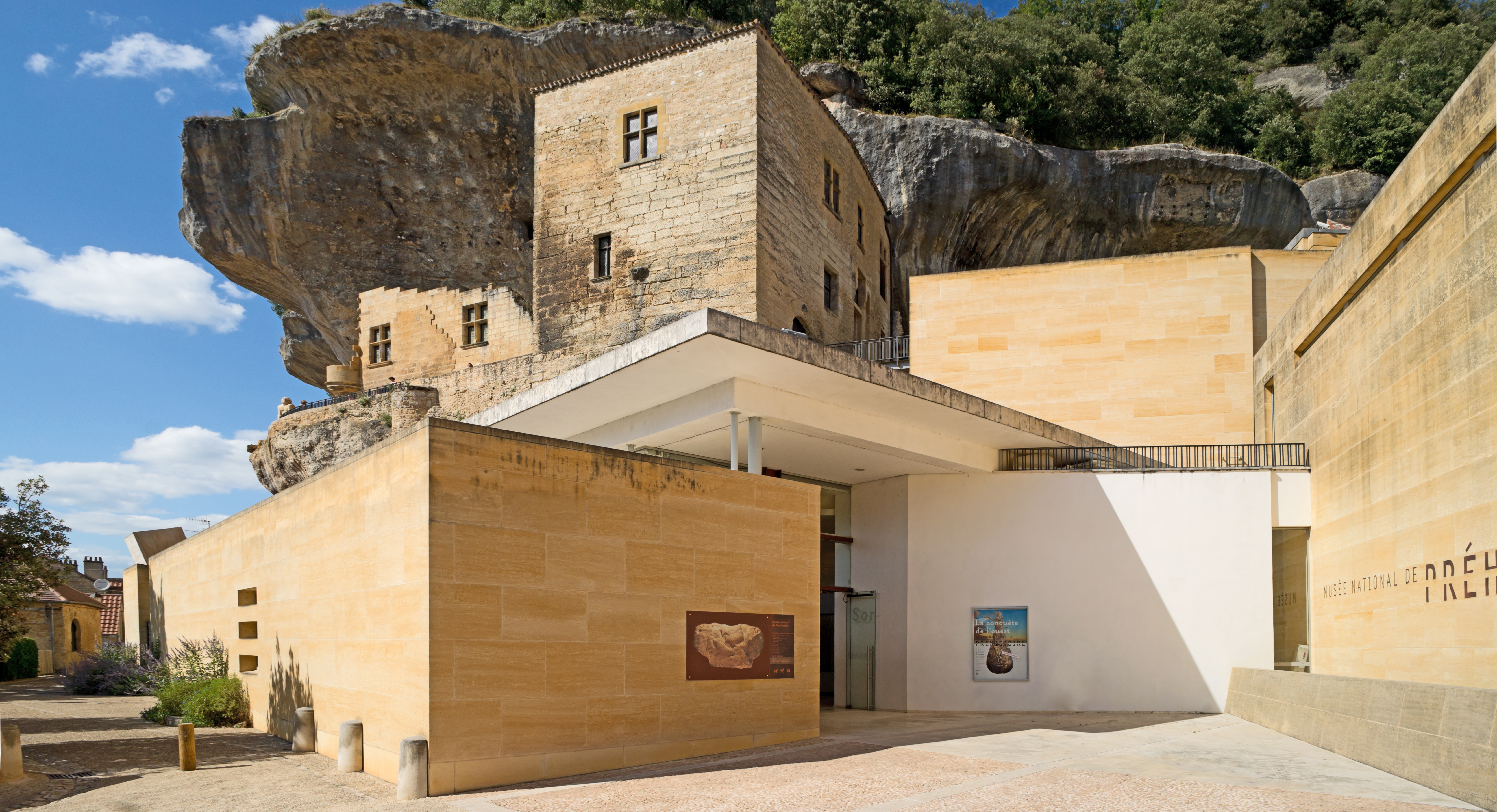
Entrén till Frankrikes nationella museum för förhistorisk tid.

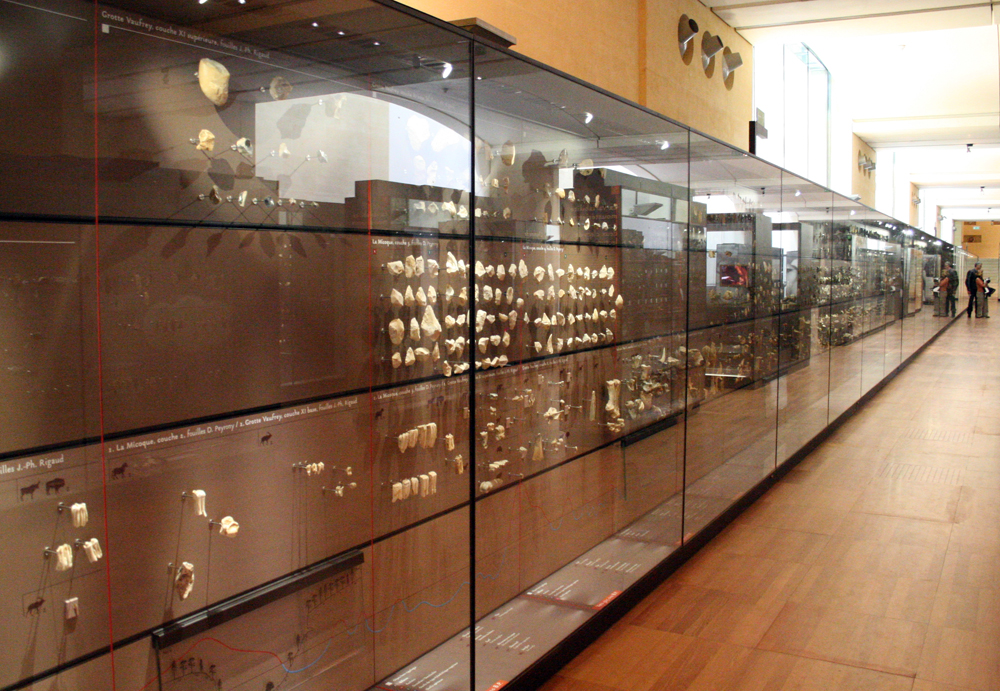
Utställningsmonter.

Frankrikes nationalmuseum för förhistorisk tid (Musée national de Préhistoire) är ett franskt historiskt-arkeologiskt museum i Les Eyzies-de-Tayac-Sireuil i departementet Dordogne.
Frankrikes nationalmuseum för förhistorisk tid grundades 1918 av professorn i vetenskapen om förhistorisk tid Denis Peyrony (1869-1954) i den tidigare fästningen Château de Tayac. Les Eyzies och dess omgivningar i Vézèredalen är mycket rika på fornlämningar. Museet har en av de största paleontologiska samlingarna i Frankrike, med stenverktyg och förhistorisk konst.
Musée national de Préhistoire utökades 2004 med nya byggnader, ritade av den italiensk-franske arkitekten  Jean-Pierre Buffi (född 1937), inklusive en expansion av utställningsytorna med 700 kvadratmeter.

## Fotogalleri

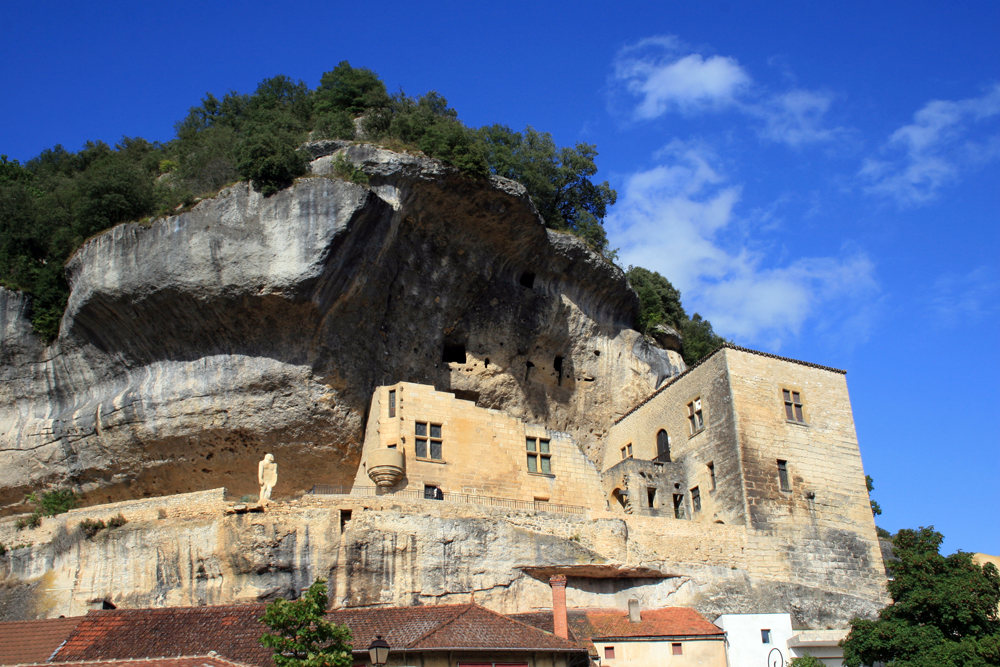
Delar av Chateau de Tayac, vilka nu igår i Frankrikes nationella museum för förhistorisk tid
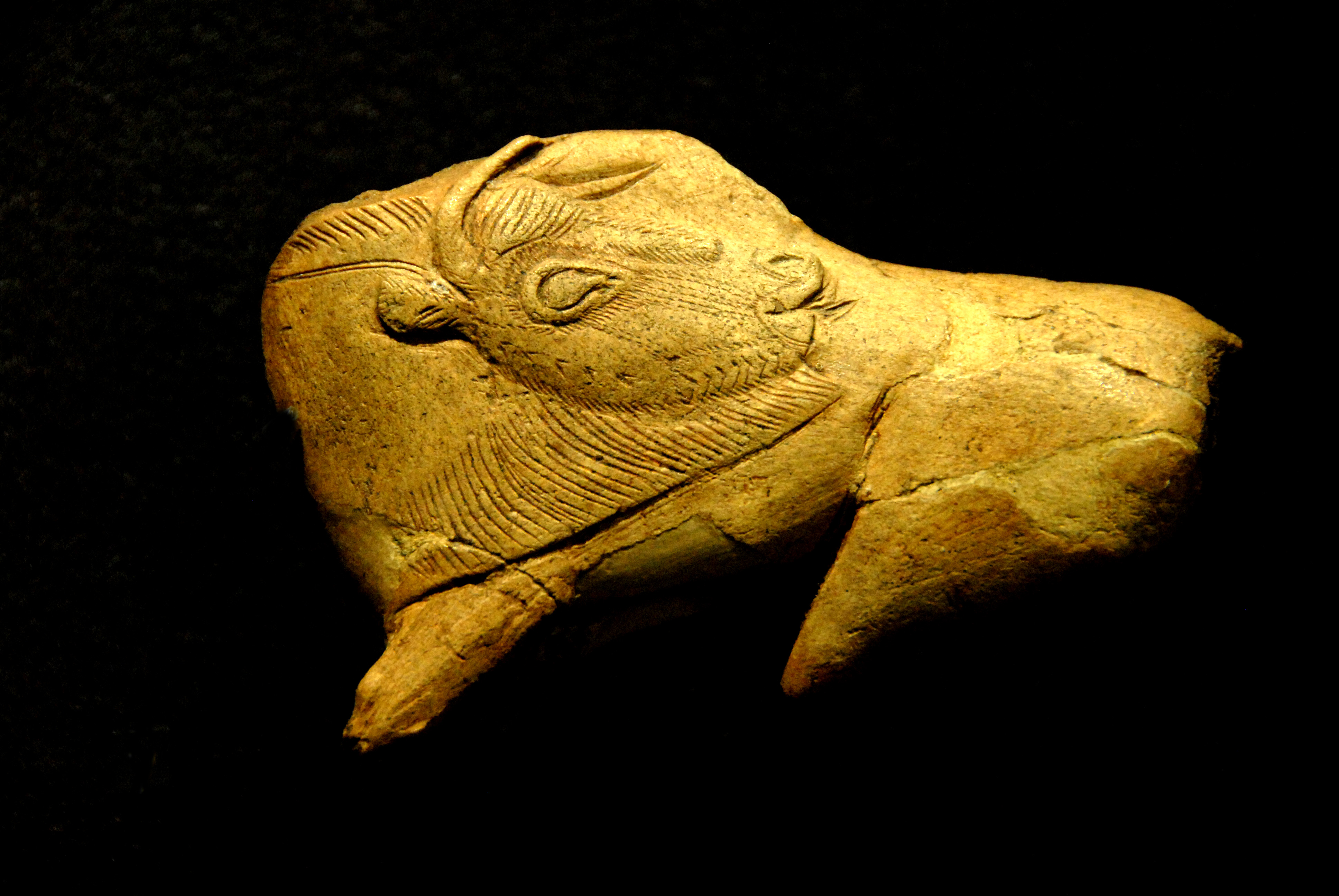
Bison som slickar ett insektsbett, 10 centimeter, funnen i La Madeleinegrottan
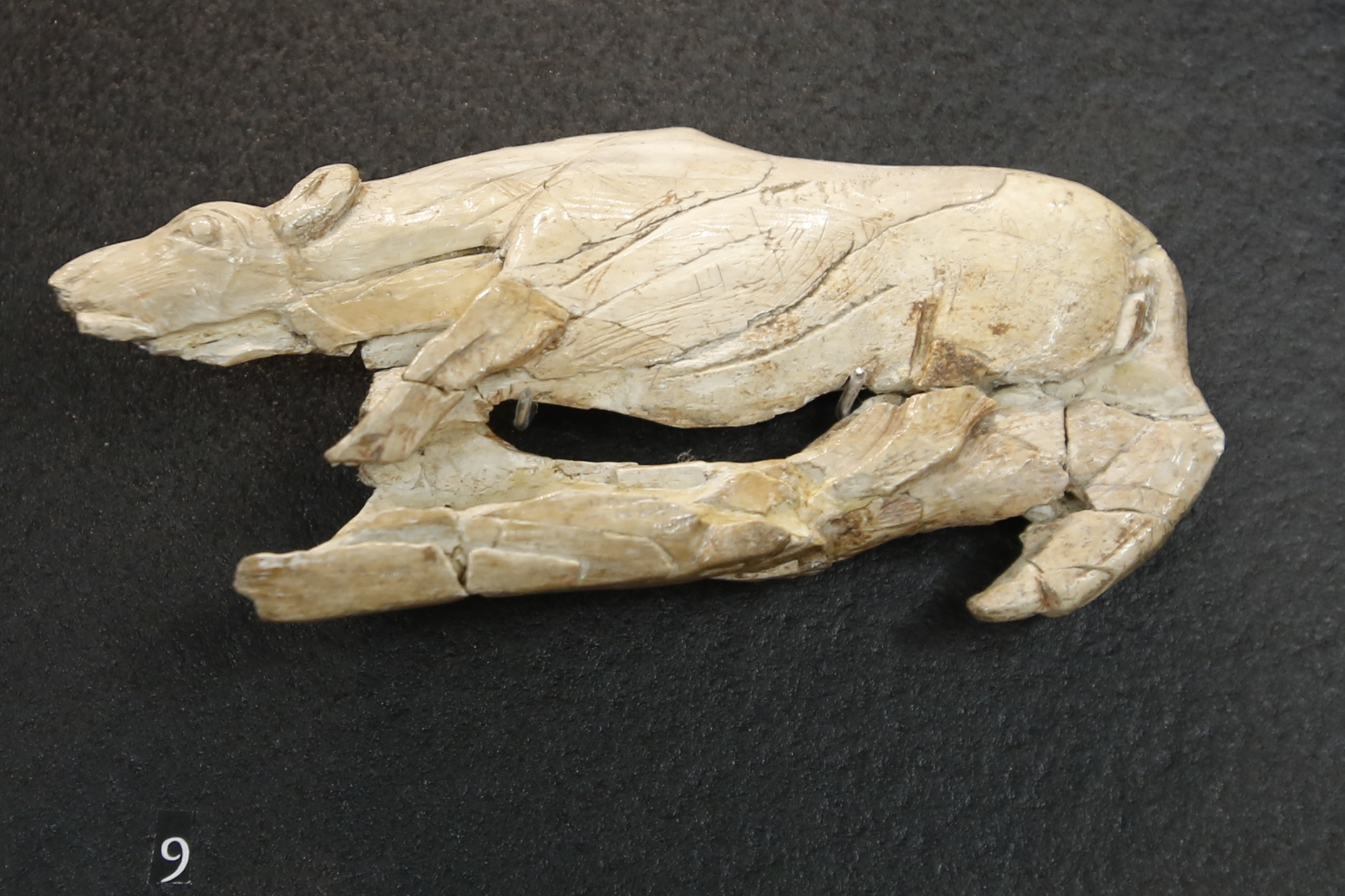
Spjutslungare med skulptur i form av en hyena, 10,7 centimeter
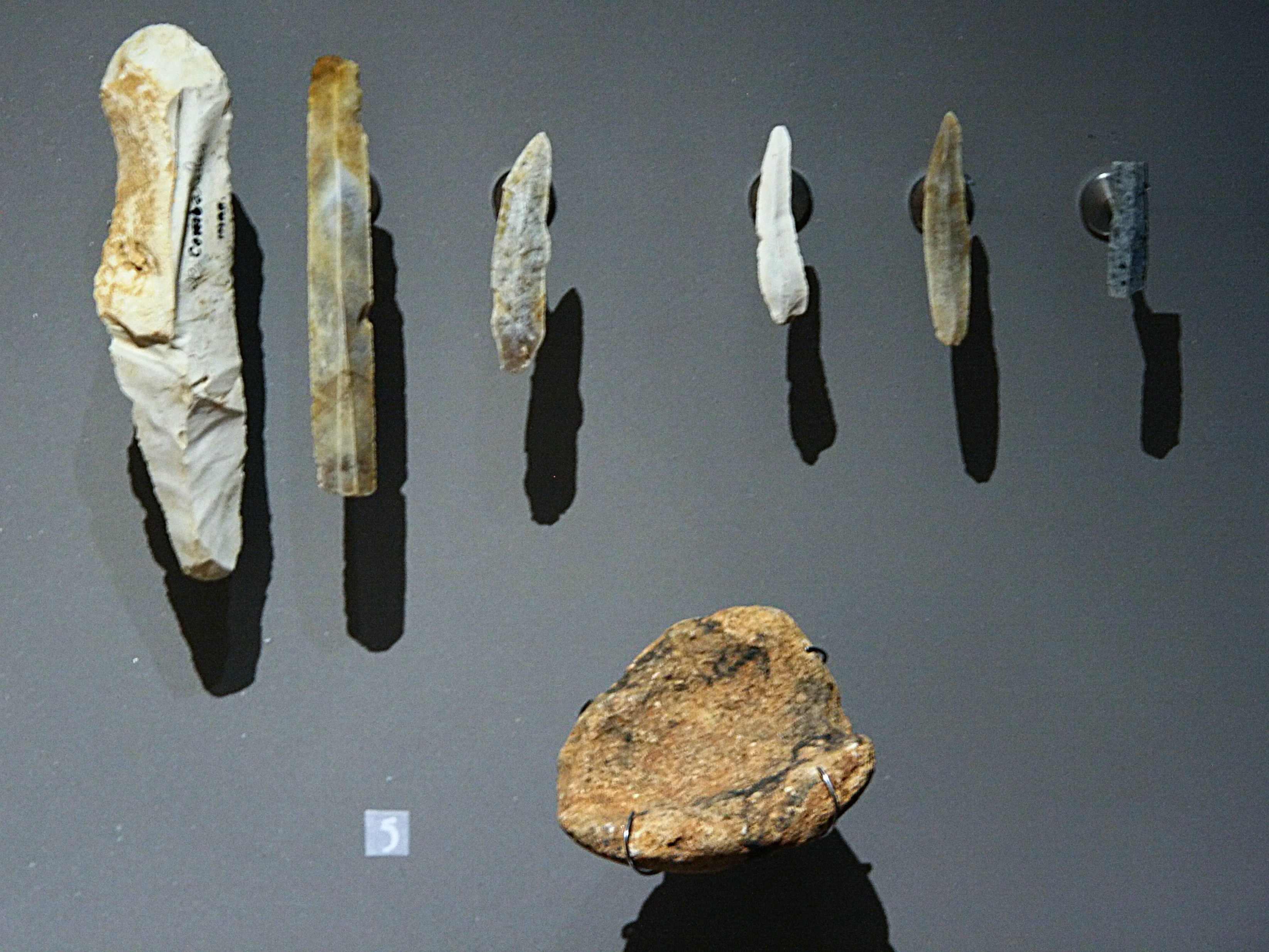
Verktyg: skrapverktyg, små blad, kil, nedtill en skål för färg, från Magdalénienkulturen
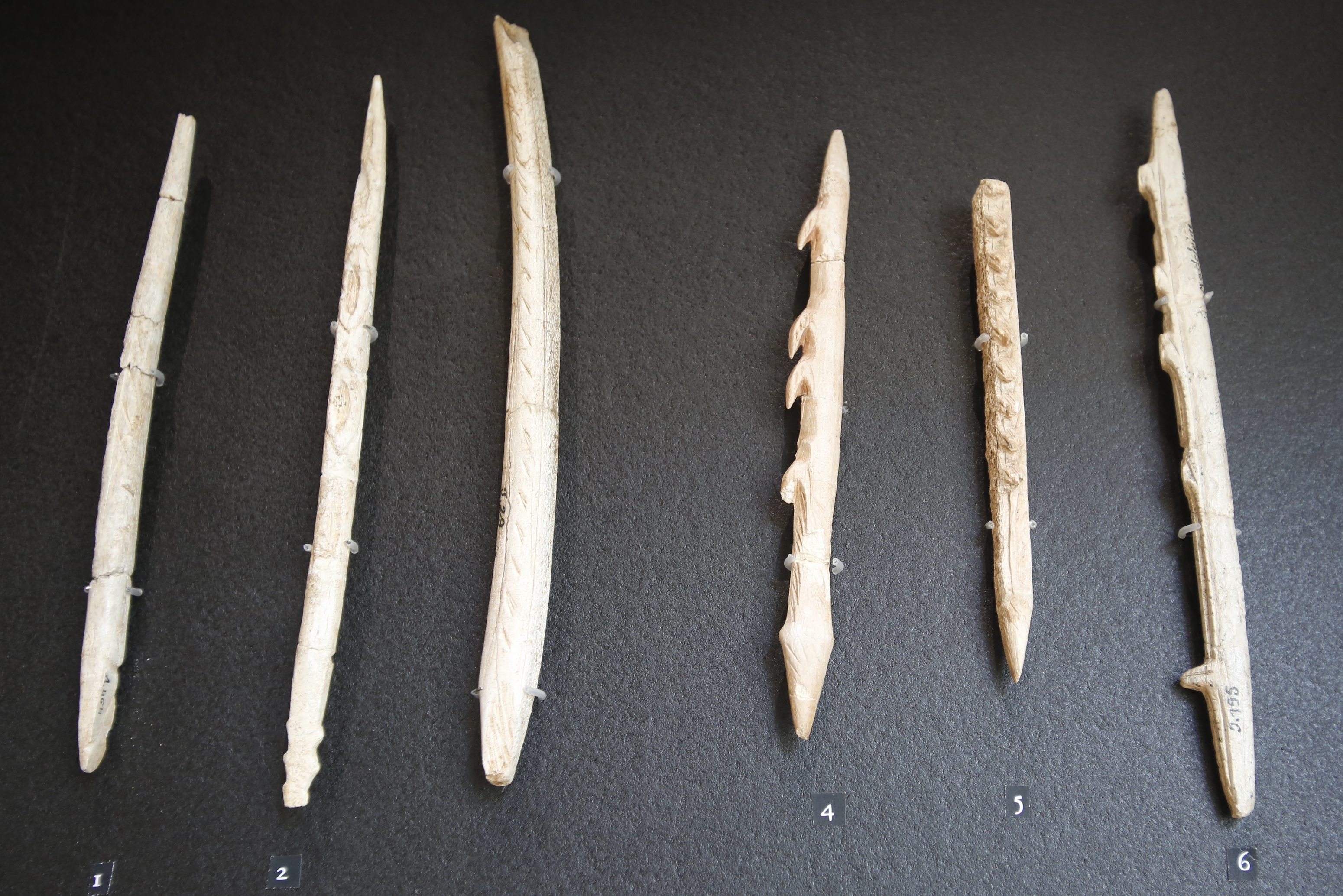
Dekorerade spetsar till spjut och harpuner från Magdalénienkulturen